# Grabrova
Grabrova (olaszul: Gabrova) falu Horvátországban, Tengermellék-Hegyvidék megyében. Közigazgatásilag Mošćenička Dragához tartozik.

## Fekvése
Fiume központjától 19 km-re délnyugatra, községközpontjától 1 km-re nyugatra a Tengermelléken, az Isztriai-félsziget északkeleti részén, az Učka-hegység lejtőin fekszik. Több kis településrészből áll, melyek közül a legjelentősebb Vela Grabrova.

## Története
1880-ban 228, 1910-ben 139 lakosa volt. Az első világháború után az Olasz Királyság szerezte meg ezt a területet, majd az olaszok háborúból kilépése után 1943-ban német megszállás alá került. 1945 után a területet Jugoszláviához csatolták, majd ennek széthullása után a független Horvátország része lett. 2011-ben a falunak 13 lakosa volt.

## Lakosság
| Lakosság változása | Lakosság változása | Lakosság változása | Lakosság változása | Lakosság változása | Lakosság változása | Lakosság változása | Lakosság változása | Lakosság változása | Lakosság változása | Lakosság változása | Lakosság változása | Lakosság változása | Lakosság változása | Lakosság változása | Lakosság változása |
| ------------------ | ------------------ | ------------------ | ------------------ | ------------------ | ------------------ | ------------------ | ------------------ | ------------------ | ------------------ | ------------------ | ------------------ | ------------------ | ------------------ | ------------------ | ------------------ |
| 1857               | 1869               | 1880               | 1890               | 1900               | 1910               | 1921               | 1931               | 1948               | 1953               | 1961               | 1971               | 1981               | 1991               | 2001               | 2011               |
| 0                  | 0                  | 228                | 201                | 153                | 139                | 0                  | 0                  | 112                | 95                 | 77                 | 47                 | 19                 | 10                 | 6                  | 13                 |